# Cedric the Entertainer

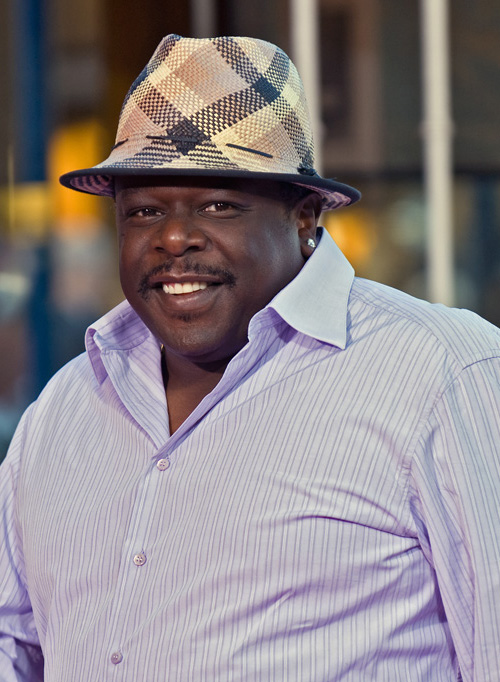
Cedric the Entertainer

Cedric Anderson Kyles (mai cunocut sub numele său de scenă Cedric the Entertainer) (n. 24 aprilie 1964 în Jefferson City, Missouri) este un comediant regizor de film și actor american.

## Filmografie

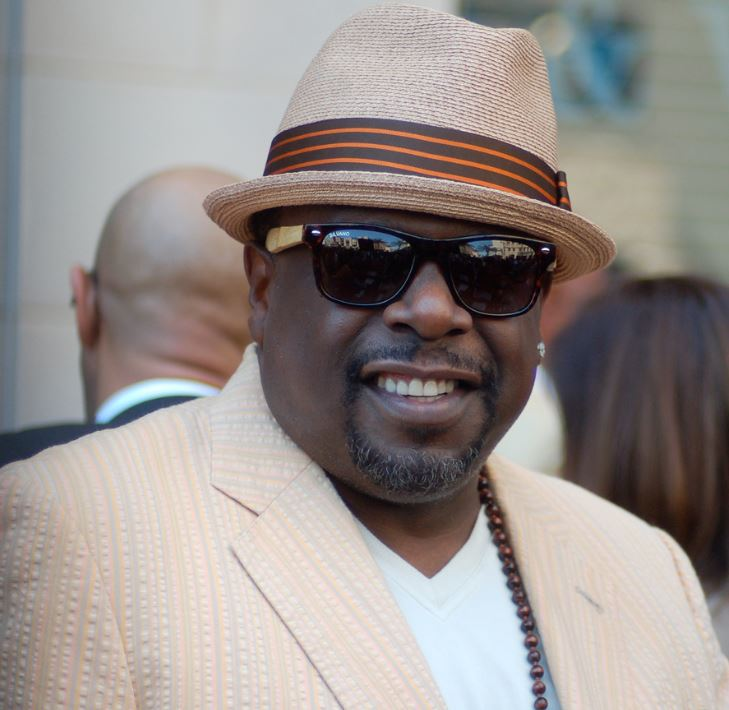
Cedric în mai 2013

| An   | Titlu                                           | Rol                       | Note     |
| ---- | ----------------------------------------------- | ------------------------- | -------- |
| 1998 | Ride                                            | Bo                        |          |
| 2000 | Big Momma's House                               | Reverendul                |          |
| 2000 | The Original Kings of Comedy                    | Rolul său                 |          |
| 2001 | Kingdom Come                                    | Rev. Beverly H. Hooker    |          |
| 2002 | Serving Sara                                    | Ray Harris                |          |
| 2002 | Barbershop                                      | Eddie                     |          |
| 2002 | Ice Age                                         | Carl (voce)               |          |
| 2003 | Intolerable Cruelty                             | Gus Petch                 |          |
| 2004 | Barbershop 2: Back in Business                  | Eddie                     |          |
| 2004 | Johnson Family Vacation                         | Nate Johnson              |          |
| 2004 | Lemony Snicket's A Series of Unfortunate Events | Constable                 |          |
| 2005 | Be Cool                                         | Sin LaSalle               |          |
| 2005 | Madagascar                                      | Maurice (voce)            |          |
| 2005 | Man of the House                                | Percy Stevens             |          |
| 2005 | The Honeymooners                                | Ralph Kramden             |          |
| 2006 | Charlotte's Web                                 | Golly the Goose (voce)    |          |
| 2007 | Code Name: The Cleaner                          | Jake Rogers               |          |
| 2007 | Talk to Me                                      | "Nighthawk" Bob Terry     |          |
| 2008 | Welcome Home Roscoe Jenkins                     | Clyde Stubbs              |          |
| 2008 | Street Kings                                    | "Scribble" (Winston)      |          |
| 2008 | Madagascar: Escape 2 Africa                     | Maurice (voce)            |          |
| 2008 | Cadillac Records                                | Willie Dixon              |          |
| 2009 | Merry Madagascar                                | Maurice (voce)            | Film TV  |
| 2011 | Dance Fu                                        | Detectiv                  |          |
| 2011 | Larry Crowne                                    | Lamar                     |          |
| 2012 | Madagascar 3: Europe's Most Wanted              | Maurice (voce)            |          |
| 2013 | A Haunted House                                 | Părintele Doug Williams   |          |
| 2009 | Un-broke: What You Need To Know About Money     | Rolul său                 | Film TV  |
| 2013 | Madly Madagascar                                | Maurice (voce)            |          |
| 2013 | Planes                                          | Leadbottom (voce)         |          |
| 2014 | Wild Card                                       | Pinchus                   | Terminat |
| 2014 | A Haunted House 2                               | Father Doug Williams      |          |
| 2014 | Planes: Fire & Rescue                           | Leadbottom (voce)         |          |
| 2014 | Top Five                                        | Jazzy Dee                 |          |
| 2015 | A Fall from Grace                               | Medicul legist Jake Miles |          |
| 2016 | Barbershop: The Next Cut                        | Eddie                     |          |

| An           | Titlu                           | Rol                          | Note                                         |
| ------------ | ------------------------------- | ---------------------------- | -------------------------------------------- |
| 1987         | It's Showtime at the Apollo     | Rolul său                    |                                              |
| 1993–1994    | ComicView                       | Rolul său                    | Gazdă                                        |
| 1995         | Def Comedy Jam                  | Rolul său                    | 1 episod                                     |
| 1996–2002    | The Steve Harvey Show           | Cedric Jackie Robinson       | Rol principal                                |
| 2001–2005    | The Proud Family                | Bobby Proud (voce)           | Rol secundar, 14 episoade                    |
| 2002–2003    | Cedric the Entertainer Presents | Rolul său                    | Rol principal                                |
| 2006         | Wild 'n Out                     | Rolul său                    | Episodul: "Cedric the Entertainer"           |
| 2007         | The Boondocks                   | Vărul Jericho Freeman (voce) | Episodul: "Invasion of the Katrinians"       |
| 2009         | WWE Raw                         | Rolul său                    | Gazdă specială, 1 episod                     |
| 2011         | It's Worth What?                | Rolul său                    | Gazdă                                        |
| 2011         | Take Two with Phineas and Ferb  | Rolul său                    | Episodul: "Cedric the Entertainer"           |
| 2011         | Hot in Cleveland                | Reverendul Boyce             | Episodul: "Bridezelka"                       |
| 2012–present | The Soul Man                    | Reverend Boyce Ballentine    | Rol principal                                |
| 2012         | 2 Broke Girls                   | Darius                       | Episodul: "And the Pre-Approved Credit Card" |
| 2013         | Real Husbands of Hollywood      | Rolul său                    | Episodul: "Blackstabbers"                    |
| 2013–2014    | Who Wants to Be a Millionaire   | Rolul său                    | Gazdă                                        |
| 2014         | Hot in Cleveland                | Reverend Boyce               | Episodul: "Stayin' Alive"                    |
| 2015         | Whose Line is It Anyway?        | Rolul său                    | Sezonul 11 Episodul 1                        |